# Berekin
Berekin je bio ilustrirani hrvatski humoristični povremenik iz Splita. Prvi je moderni satirični list u Hrvata. Jedan je od najzabranjivanijih listova u Hrvatskoj koji se je unatoč raznim zabranama i cenzurama zahvaljujući snalažljivosti izdavača uspijevao objaviti. Zbog toga je često mijenjao tiskare i izdavače.
Uređivali su ga Miljenko Smoje, Momčilo Popadić i Tonči Kerum.
Među poznatim suradnicima bili su Milorad Bibić, Ćićo Senjanović, Tonči Kerum, Momčilo Popadić, Đermano Senjanović - Ćićo, Anatolij Kudrjavcev Tolja kao Žbirac, stihovima i aforizmima povremeno su tu bili Arsen Dedić, Toma Bebić, Jakša Fiamengo, Bože V. Žigo,  ilustrirao ga je majstor ulične fotografije Feđa Klarić, grafički ga je opremao Čedo Pocrnić, zatim odabrano mnoštvo ostalih karikaturista, ilustratora i likovnih umjetnika, od Branka Efendića (član kolegija Berekina), Davor Štambuk, Joško Marušić, Milan Tolić, Mojmir Mihatov, Oto Reisinger, Petar Jakelić, Vasko Lipovac i ini. Izdavačko vijeće činili su redatelj Branko Belan, turistički stručnjak Ante Ćićo Ganza, kazališni redatelj Tomislav Kuljiš, pjesnik i književni kritičar Tonko Maroević, neuropsihijatar Petar Bokun, pravnik Nikola Visković, sociolog Srđan Vrcan, a najmoćnije ime u tijelu bio je Ante Jurjević Baja koji je bio nositelj ordena narodnog heroja što je pridonijelo očuvanju Berekina od zabrana, prijetnjom kojih je list često bio izložen. Sveučilišni profesor Anatolij Kudrjavcev bio je duhovni guru lista, etablirano ime, ali se nije izlagao pod svojim imenom, nego pod nadimkom Žbirac.
List je objavljivao karikature poznatih domaćih i inozemnih karikaturista, šaljive fotomontaže, humorističke uradke poznatih hrvatskih književnika (Zvonimir Balog), viceve, šaljive kratke priče, parodizirane prikaze poznatih listova i dr. Raspon šala bio je od obiteljskih do političkih.
Glavni pokrovitelj bila je Union Dalmacija, radna organizacija za hotelijerstvo, ugostiteljstvo i turizam, a nešto su izdvojili i Uzor, Dalmacijavino, Jadrantekstil, Dalmacijakoncert i Dalmatinska pčelarska zadruga Split.
Prirodni je nastavak splitske tradicije niza humoristično-satiričnih listova kao što su Duje Balavac, Štandarac, Grom, Pomet i Ježinac.